# Challenges
Challenges es un semanario francés de información económica con sede en París, Isla de Francia.

## Historia y temática
El periódico, en formato de revista, se fundó en 1982. Anteriormente las publicaciones eran mensuales y más adelante empezaron a ser distribuidas cada dos semanas. En el presente las ediciones salen a partir del jueves.
La empresa perteneció a la editorial Croque Futur hasta que fue comprada por Le Nouvel Observateur, con sede en París.
La información principal se centra en la economía nacional e internacional así como otros temas a nivel mundial relacionados con la línea editorial.
En 2010 obtuvo el reconocimiento como "Medio de comunicación francés del año".